# 品川グランドコモンズ

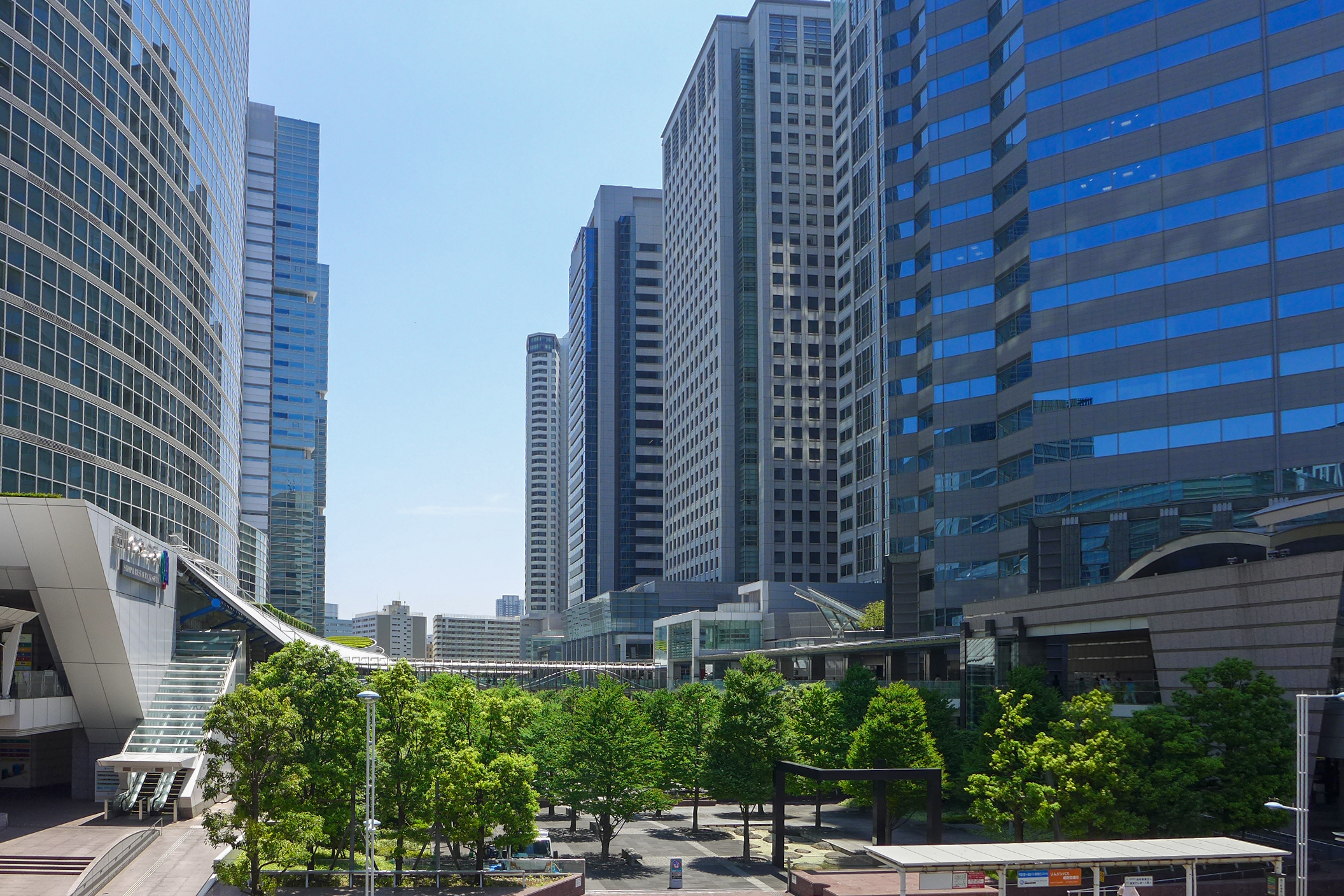
品川駅東口より見る品川グランドコモンズ。

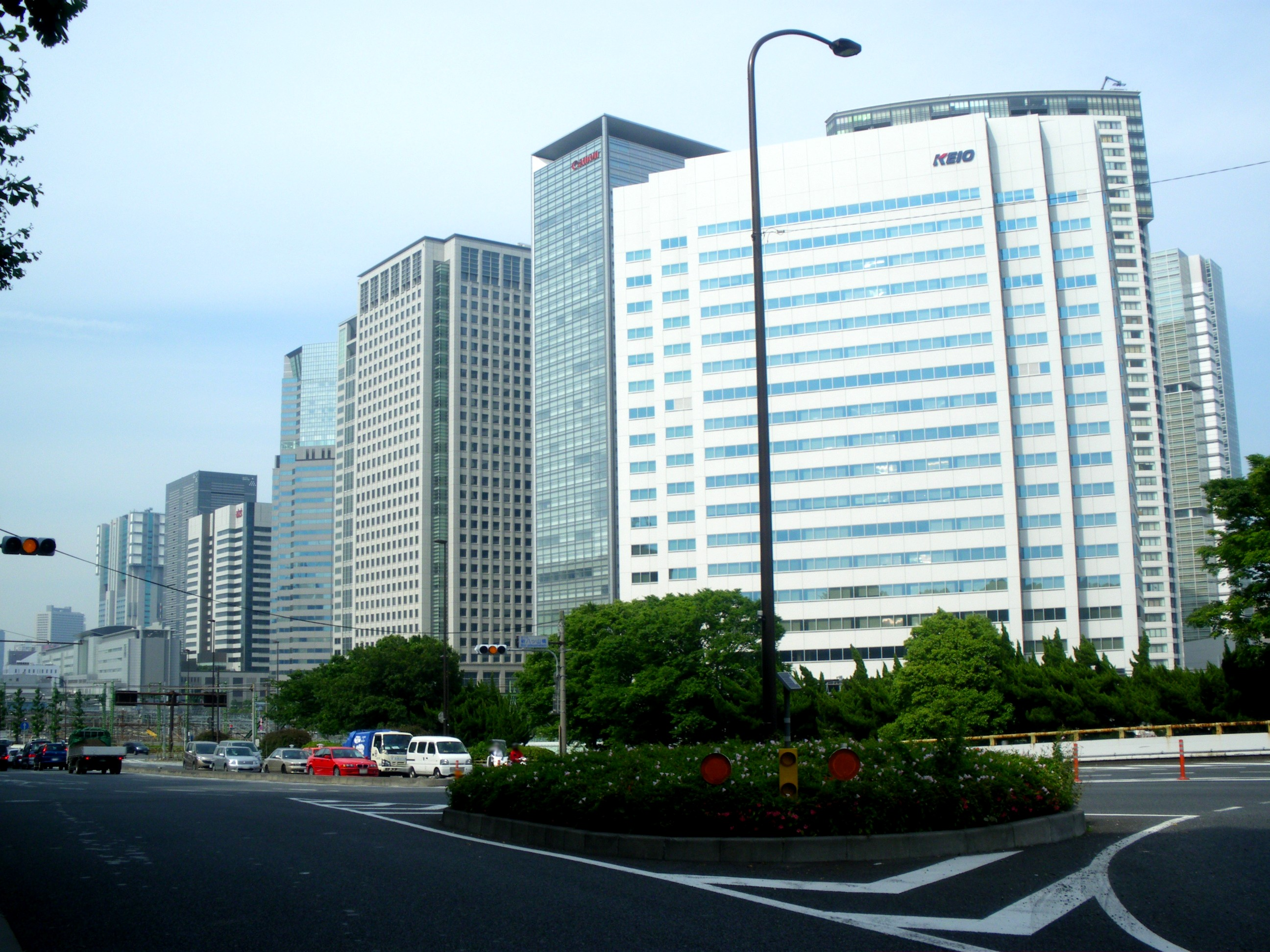
新八ツ山橋交差点より見る品川グランドコモンズのビル群

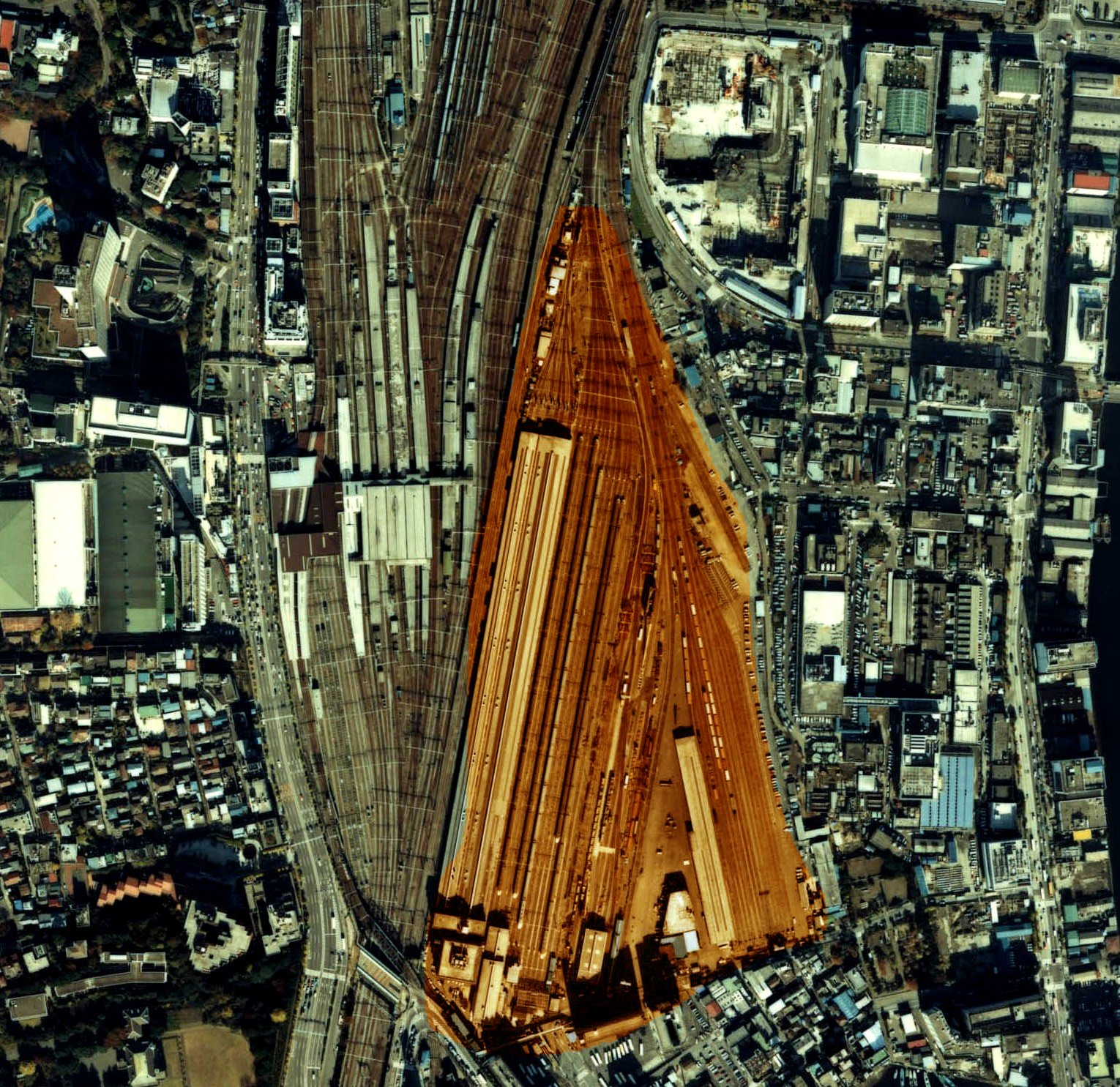
航空写真に見る1984年頃の品川駅周辺。写真右(東側)一帯の着色されているところが貨物ヤードと新幹線の車両基地。現在、グランドコモンズやインターシティが建つ。

品川グランドコモンズ（しながわグランドコモンズ、Shinagawa Grand Commons）は、東京都港区港南・品川区北品川にまたがる再開発地区の愛称である。品川駅東口にあった旧国鉄の操車場跡地の開発プロジェクトのひとつで、所在地は東海道新幹線の車両基地のあった品川駅東口地区再開発地区計画のB-1地区にあたる（隣接するA-1地区は品川インターシティ）。
2004年（平成16年）3月に竣工した。52,766.43平方メートルの敷地に5棟の高層オフィスビル、2棟の高層マンションと、幅45m、長さ400mの品川セントラルガーデンから構成される。また、セントラルガーデンを境に東部には隣接し、同じく旧国鉄跡地を再開発して誕生した品川インターシティが広がっている。この旧国鉄跡地の再開発計画が中心となり、1998年（平成10年）頃を境に品川駅東口は交通広場（バスターミナルや地下駐車場）なども整備され、景観は大きく変わった。

## 歴史
- 1984年（昭和59年） - 興和不動産が旧国鉄品川駅東口貨物ヤード跡を取得（現在の品川インターシティの部分）。
- 1987年（昭和62年） - 国鉄が民営化される。それに伴い国鉄清算事業団に貨物ヤード跡地に隣接する新幹線基地の部分が移管され、（品川グランドコモンズなどの部分）ここも追加で開発されることになり、興和不動産の取得部分と一体なって大規模な再開発が検討されることになる。
- 1990年（平成2年） - 東京都、港区、品川区、国鉄清算事業団、JR東日本により「品川駅東口再開発地区計画策定委員会」を設置。
- 1992年（平成4年）6月 - 都市計画決定。
- 2003年（平成15年）4月 - 竣工（品川インターシティは、1998年に竣工。また、隣接する品川駅東口の交通広場は、1998年度に竣工）。
- 2003年（平成15年）9月 - 品川駅の東西自由通路が完成。東海道新幹線・品川駅が開業。
- 2004年（平成16年）3月 - 京王品川ビルが竣工[注 2]。

## 概要（駅に近い順）
詳細は各項目を参照。尚各ビルとも、セントラルガーデンの部分（地上1階）と品川駅と品川インターシティにも連絡している「スカイウェイ」という遊歩道（各ビルの2階部分）でつながっている（ビルの概観などは#ギャラリーを参照）。

### 品川イーストワンタワー
品川イーストワンタワーは、大東建託本社など、飲食店などの店舗、ホテルが入居しているビルとなっている。多くはオフィスになっているが、低層階は飲食店などの店舗、高層階（26階から32階）は高級ホテル（ストリングスホテル東京インターコンチネンタル）になっている。
- 地上32階、地下3階
- 高さ:約151．6メートル

### 太陽生命品川ビル
太陽生命品川ビルは、太陽生命保険、東京窯業本社、山善東京本社などが入居している。低層階には飲食店など各種店舗も入っている。
- 地上30階、地下3階
- 高さ:約147メートル

### 品川グランドセントラルタワー
品川グランドセントラルタワーは、日本マイクロソフト、大塚ホールディングス本社、日本サムスンなどが入居している。低層階は各種店舗（品川グランパサージュ・隣接するNBF品川タワーにもまたがっている）のほか、「ザ・グランドホール」といった500席を有するイベントホールがある。
- 地上32階、地下3階
- 高さ:約148.1メートル

### NBF品川タワー
NBF品川タワー（旧三菱重工ビル）は、三菱重工本社が入居している。また、低層階は隣接する品川グランドセントラルビルにもまたがって「品川グランパサージュ」という各種飲食店・店舗などが入っている。
- 地上28階、地下3階
- 高さ:約146.8メートル

### キヤノンSタワー
キヤノンSタワー (CANON S TOWER) は、キヤノンマーケティングジャパン本社が入居している。そのため、「キヤノンマーケティングジャパン本社ビル」とも呼ばれている。下層階は各種店舗のほか、写真ギャラリー、キヤノン製品を展示しているスペースなどにもなっている。
- 地上29階、地下4階
- 高さ:約147.7メートル

### ストーリア品川
ストーリア品川は、品川グランドコモンズ内にある高層賃貸マンションである。
- 地上31階、地下2階
- 高さ:約98メートル

### 品川 V-TOWER
品川 V-TOWER（品川Vタワー、SHINAGAWA V TOWER）は、品川グランドコモンズ内にある高層分譲マンションである。ビルの形状がVの字をしている。
- 地上43階、地下3階
- 高さ約142メートル

### 品川セントラルガーデン
品川セントラルガーデンは、品川グランドコモンズと品川インターシティとの間にある緑地スペース。幅約45メートル、長さ約200メートルで、敷地の管理区分により北側は港区の管轄による「汐の公園」、中央部分が再開発地区の公共空地、南側は港区、品川区の管轄による「杜の公園」になっているが、空間的には統一された造りになっている。敷地内には多くの樹木が植わっているほか、随所に品川の街の自然をイメージした造形物が置かれている。周辺のビジネスマンなどの憩いの場となっている。

## その他の関連ビル

### 京王品川ビル
京王品川ビルは、品川グランドコモンズと「スカイウェイ」（遊歩道）でつながっているオフィスビル。電通国際情報サービスが入居するほか、下層階は飲食店などになっている。なお、品川グランドコモンズ各施設は品川駅東口地区再開発地区計画のB-1地区であるが、このビルはB-4地区になる。竣工も2004年とグランドコモンズ竣工より1年後である。
- 地上19階、地下1階
- 高さ約92メートル

## ギャラリー

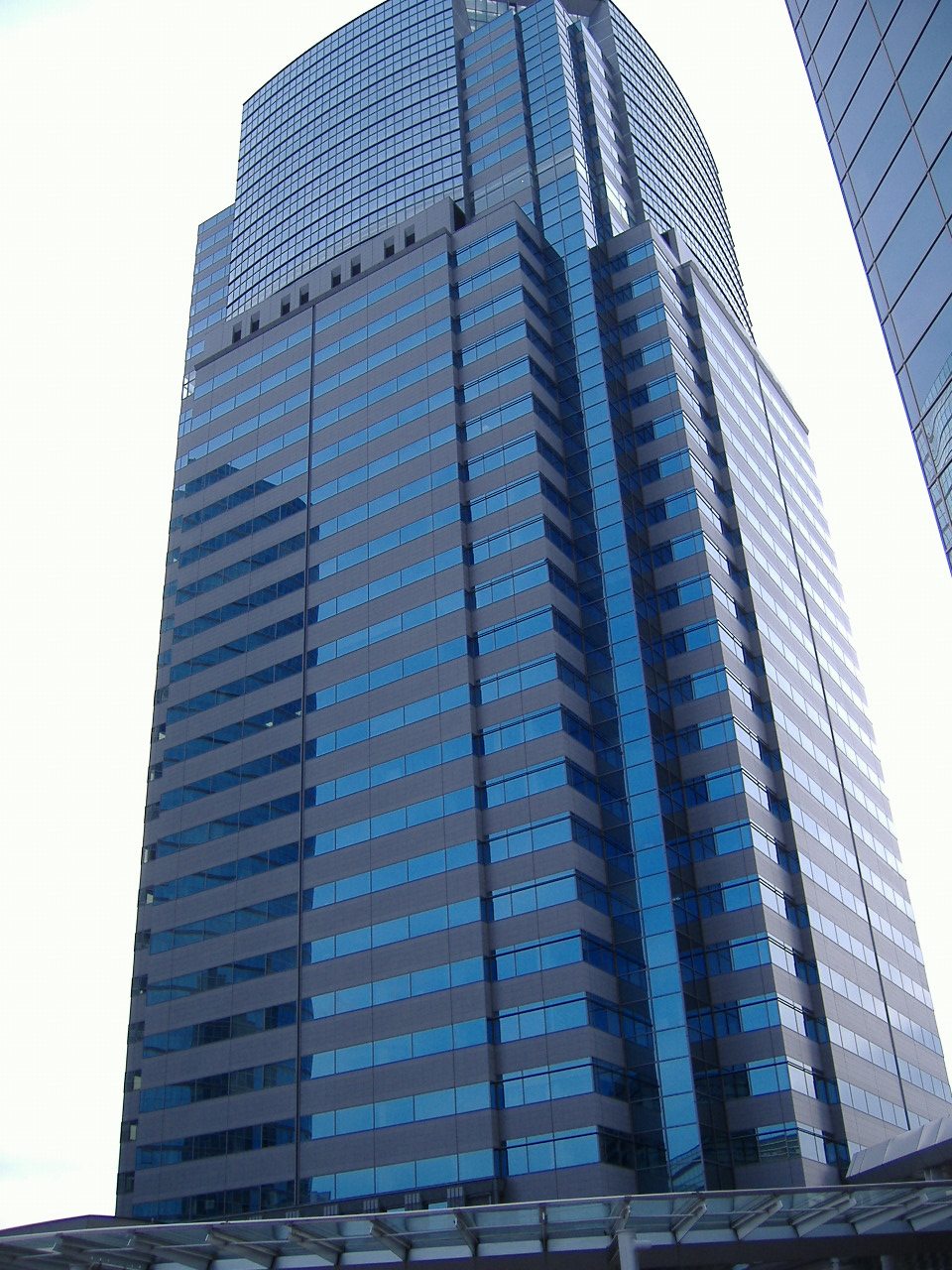
品川イーストワンタワー
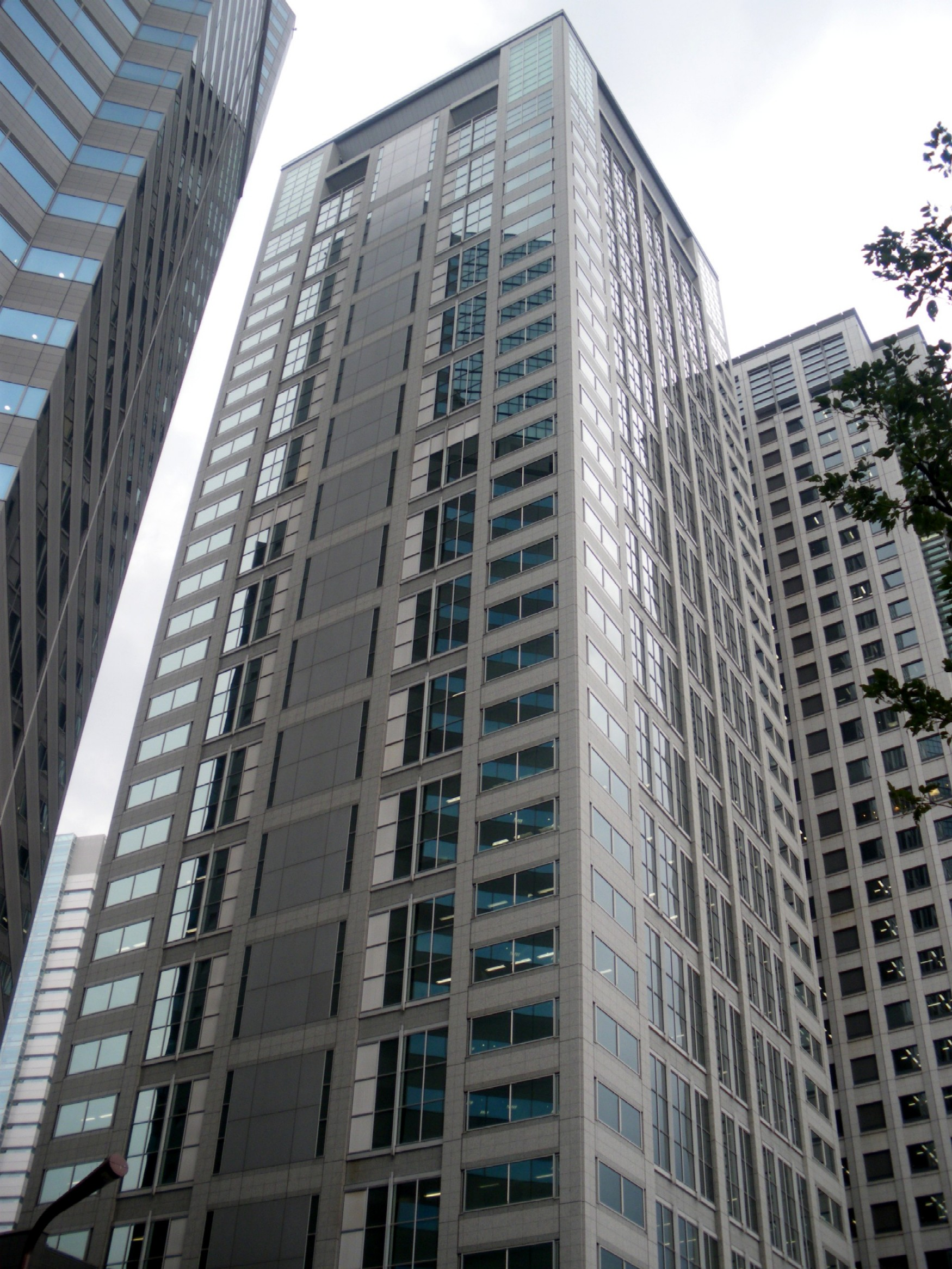
太陽生命品川ビル
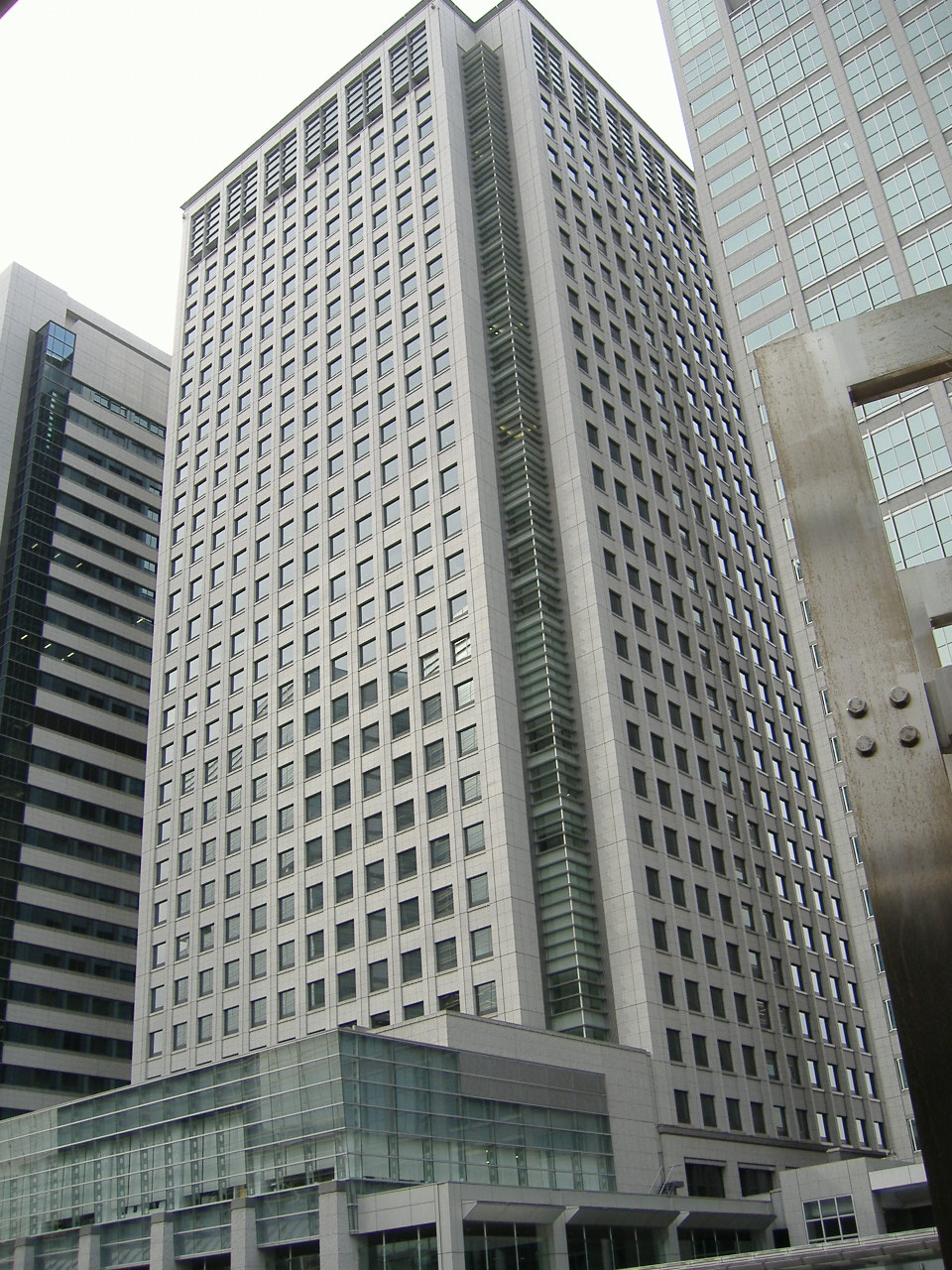
品川グランドセントラルタワー
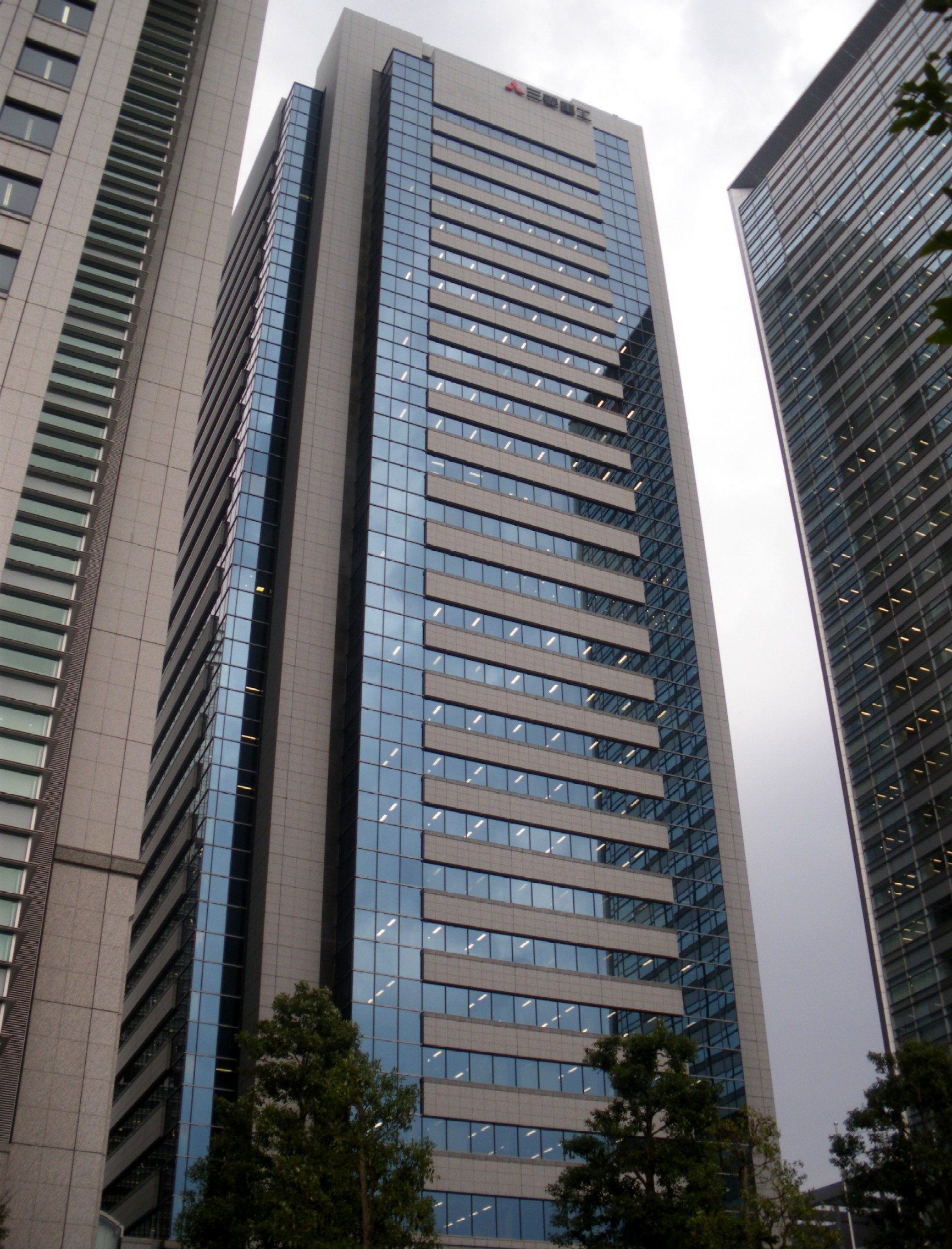
NBF品川タワー
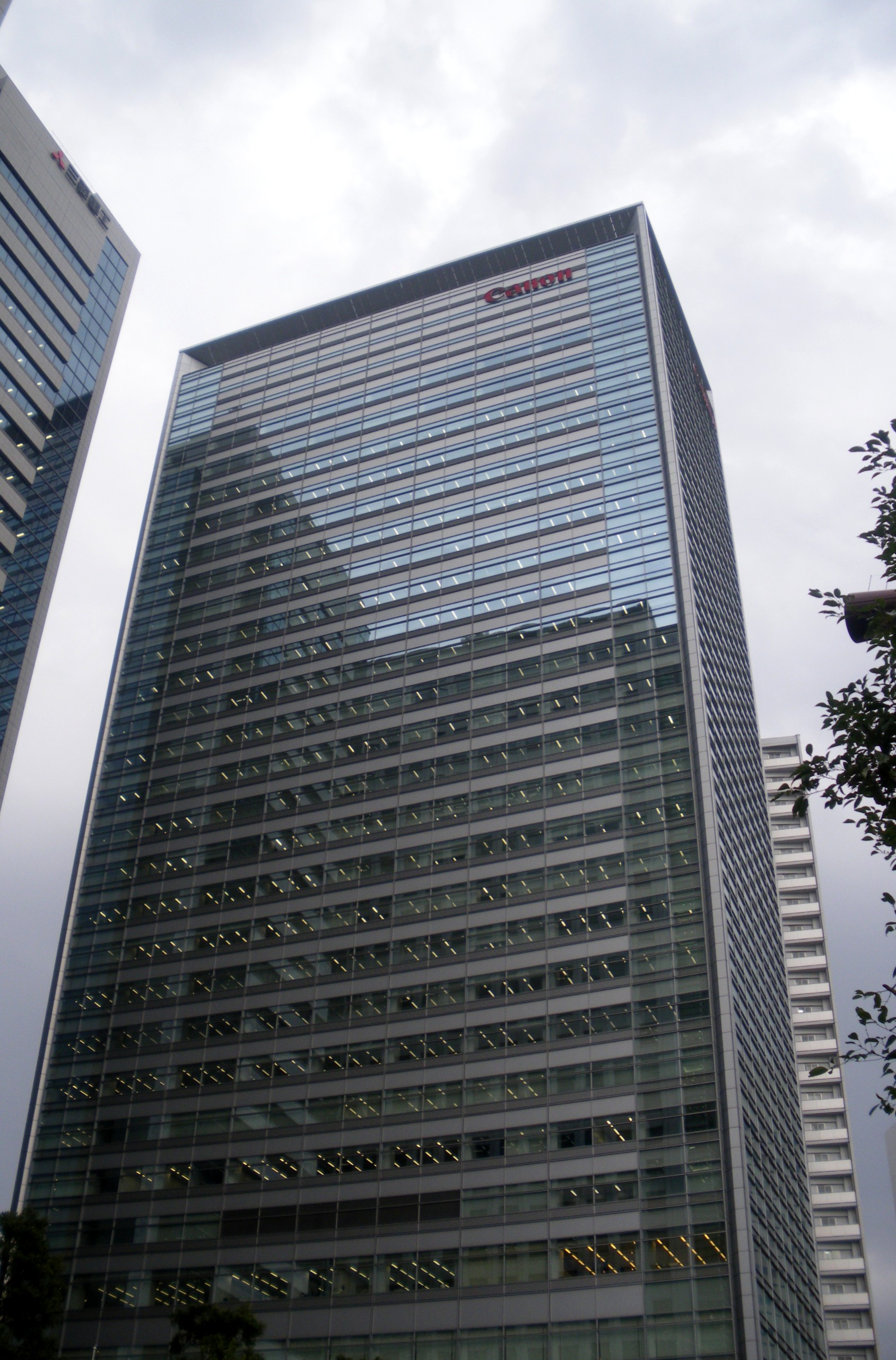
キヤノンSタワー
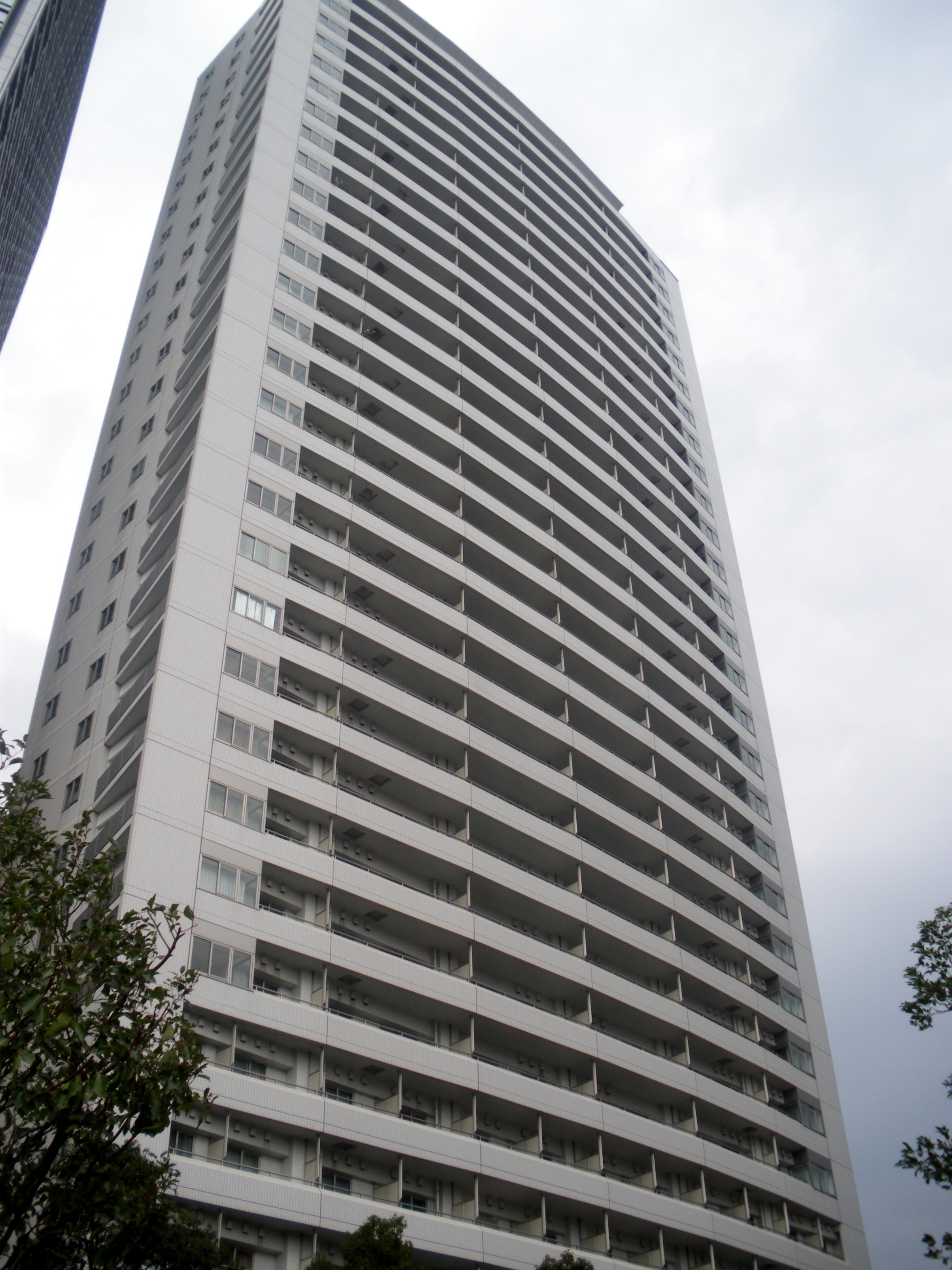
ストーリア品川
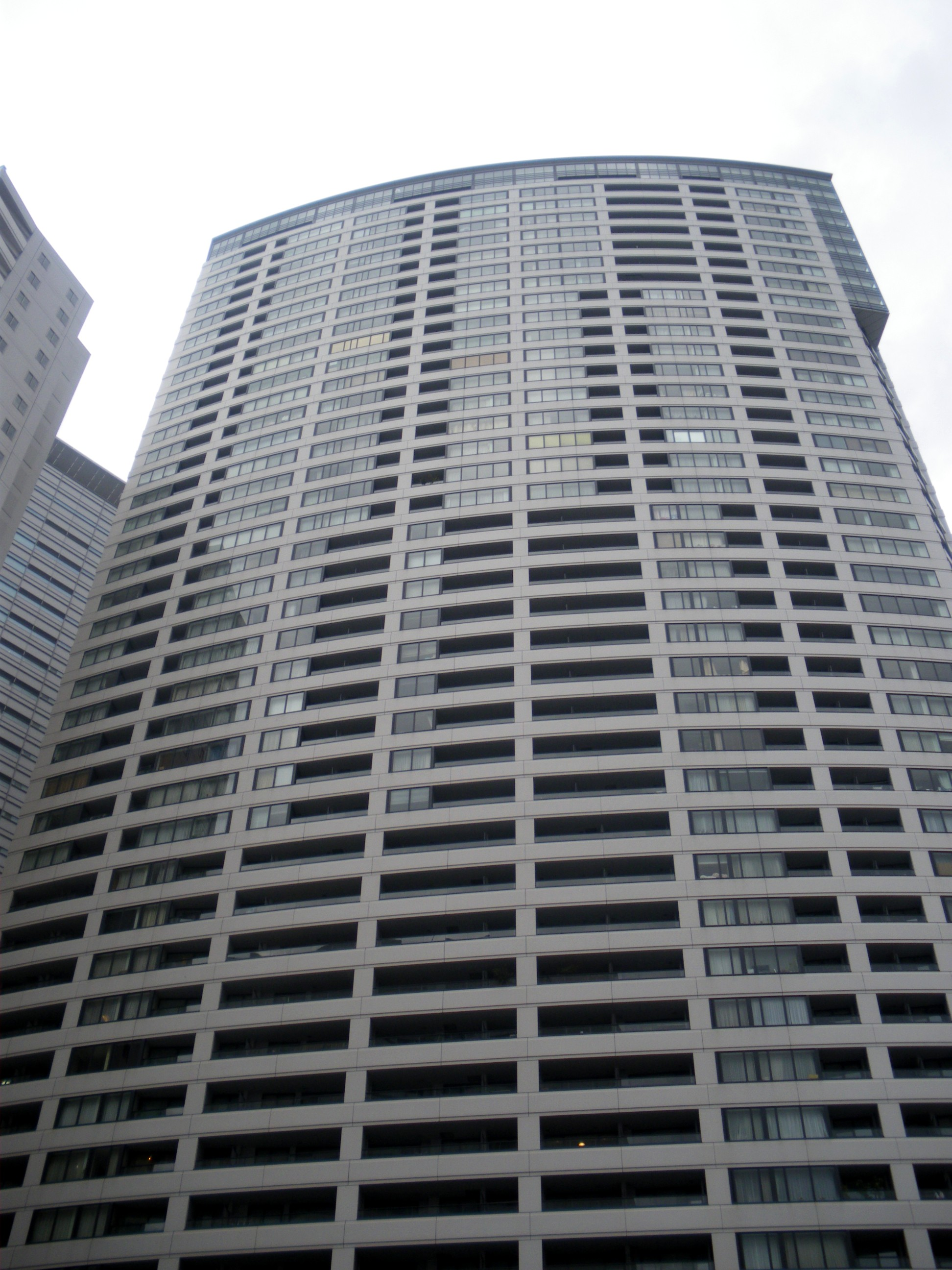
品川 V-TOWER
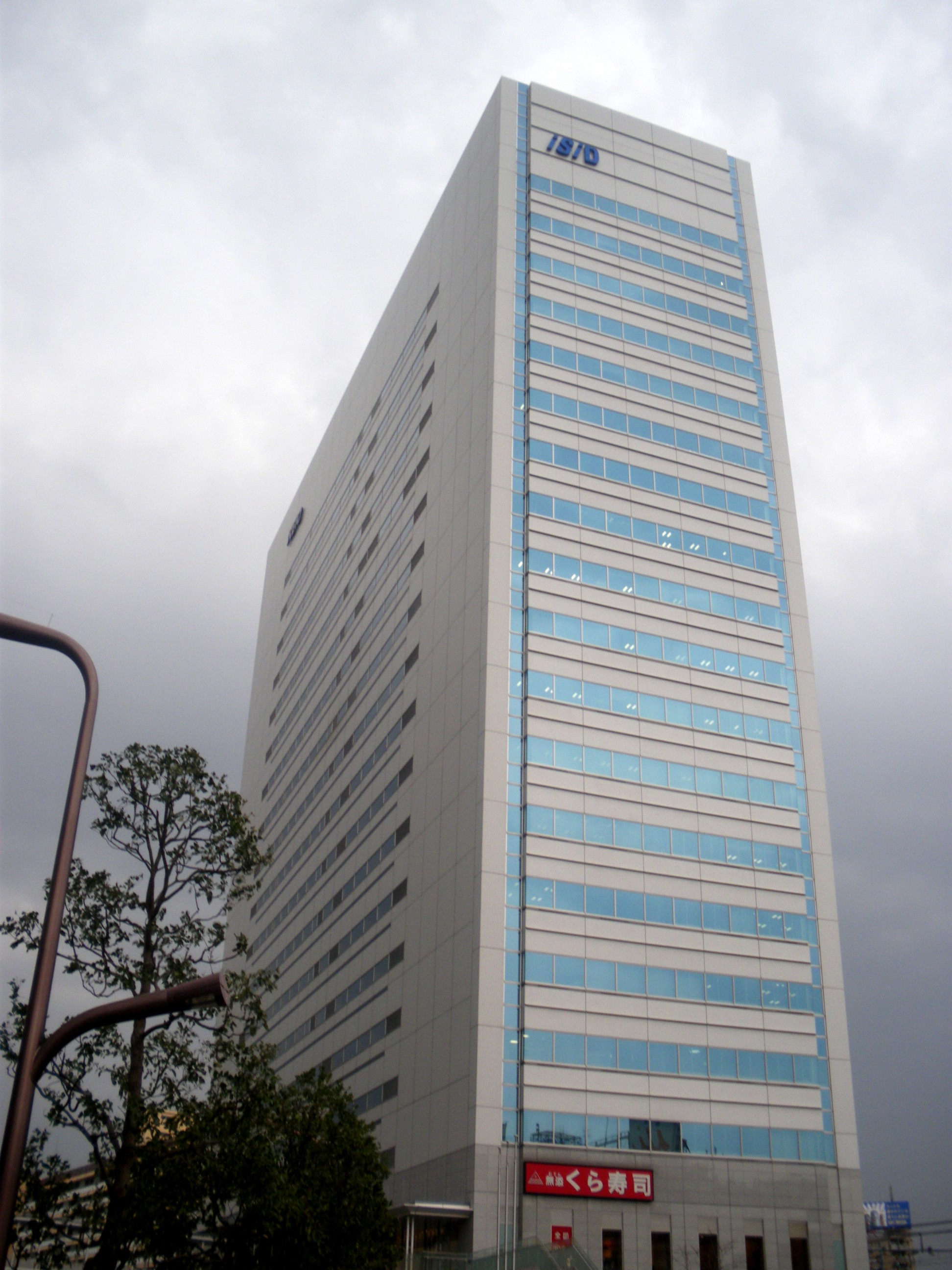
京王品川ビル